# Kibago
Kibago är en kommun i Burundi. Den ligger i provinsen Makamba, i den södra delen av landet, 120 kilometer sydost om Burundis största stad Bujumbura.